# Корчак-Чепурківський Овксентій Васильович
Овксе́нтій Васи́льович Корча́к-Чепуркі́вський (14 (26) лютого 1857, Констянтиноград, Полтавської губернії — 27 листопада 1947, Київ) — визначний український гігієніст і епідеміолог, організатор системи охорони народного здоров'я, міністр УНР, дійсний член Всеукраїнської академії наук (ВУАН) (1921).
Батько українського демографа Ю. О. Корчак-Чепурківського.

## Життєпис
Походив з родини парафіяльного дяка. Батько - диякон Василь Іоаннович Корчак-Чепурківський (1834 р.н.), мати - Марія Володимирівна. Родина мала 11 дітей, відомі ще Федір, Андрій та Іван. Закінчив повітову школу та Полтавську духовну семінарію. В 1877 р. і вступив до природничого відділу фізико-математичного факультету Київського університету Святого Володимира. У 1878 р. його виключили з університету за участь в політичному студентському русі (так звана «березнева історія») та вислали з Києва під нагляд поліції. Продовжив навчання лише через рік, але вже на медичному факультеті Харківського університету, який закінчив у 1883 р.
П'ять років він працював земським лікарем у рідній Полтавській губернії. З березня 1889 року служив санітарним лікарем у Херсонському повіті. Тамтешня санітарна організація за прогресивними поглядами своїх працівників по праву вважалася однією з найпередовіших.
Паралельно з лікарською практикою почав проводити статистичні дослідження. Він першим запропонував використовувати відомості про народження та смерть з метричних книг православних приходів, що дозволило бути більш точним та об'єктивним.
У 33 роки написав першу наукову роботу про стан лікарської допомоги і народного здоров'я. Дослідження набуло популярності і в 1891 році його запросили до Бессарабського земства в Кишинів на посаду завідувача Губернського санітарного бюро. Тут він організував протиепідемічні заходи щодо тифу, дифтерії, холери, аналізував захворюваність і смертність населення, встановлював причини їх високого рівня. У цей же час він став активним членом Пироговського лікарського товариства, виступав на його з'їздах в Москві, Києві, писав історію земської медицини в Бессарабії.
У 1898 р. здобув звання доктора медицини.
У 1890 р. обійняв посаду санітарного лікаря Київської міської самоуправи (у 1907 р. був звільнений з посади через «неблагонадійність»). Того ж року розпочав працювати у Києві викладачем медичного факультету Київського університету та Київського комерційного інституту. Читав курси залізничної, соціальної, шкільної, фабричної та харчової гігієни. Він зустрічався з Лесею Українкою і Ольгою Кобилянською, був другом Миколи Лисенка, Івана Карпенка-Карого, Миколи Садовського, Панаса Саксаганського, Марії Заньковецької.
З 1903 року він приват-доцент, потім професор гігієни Київського університету. Цим приват-доцентським курсом Корчак-Чепурківський по суті заклав основи соціальної гігієни, гігієни праці та епідеміології в Україні.
З початком Першої світової війни його мобілізували в армію військовим лікарем. За деякий час він очолив медично-санітарну службу 8-ї армії, яка діяла на Південно-Західному фронті під командуванням генерала О. О. Брусилова, брав безпосередню участь в медичному забезпеченні військ під час здійснення Брусиловського прориву.
В незалежній українській державі, під час Гетьманату, він очолив санітарний департамент Міністерства народного здоров'я і опікування, а також очолив кафедру на медичному факультеті київського університету. Під час Директорії він працював міністром народного здоров'я Української Народної Республіки.
7 березня 1921 р. одним з перших із медиків учений був обраний академіком Української академії наук.
В радянський час він організував в Академії наук кафедру охорони народного здоров'я (пізніше перейменовану в кафедру гігієни і санітарії) АН УРСР (1921—1934 роки), основою дослідження якої були статистичні методи. Потім очолив відділ Інституту демографії і санітарної статистики АН УРСР, де працював протягом 1934—1938 років. Він працював також академіком-секретарем відділення Академії наук (1928—1934 рр.).
У 1929 р., після початку процесу у справі СВУ, коли на лаві підсудних за сфабрикованими обвинуваченнями опинилися провідні українські політики та вчені, виступив на засіданні ВЦВК, на якому керівництво ВУАН  мало відмежуватися від «заклятих ворогів народу», «контрреволюціонерів» та «українських націоналістів». «Від імені Академії як неодмінний секретар висловлюю рішучий протест і обурення на цю спробу з боку контрреволюціонерів прикрити інтереси ворожих сил і злочинної роботи інтересами науки, культури і національного визволення», — заявив він.
У 1933 р. його звинуватили в антирадянських настроях, поступово усунувши і від викладання, і від будь-якої роботи в Академії наук. Остаточно підкосила його звістка про арешт у 1937 р. і заслання на 20 років у Сибір сина, відомого демографа Юрія Корчака-Чепурківського, який запропонував вивчати відмінність смертності не тільки сільського і міського населення, а й за національною ознакою.
У 1934—1938 рр. працював завідувачем санітарно-статистичного відділу Інституту демографії та санітарної статистики, у 1938—1941 рр. — консультантом в Інституті клінічної фізіології АН УРСР. Однак його наукові праці ніде не публікувалися.
Самотній і забутий усіма 90-річний учений помер 27 листопада 1947 р. в Києві. Є відомості про те, що він писав спогади, але, на жаль, розшукати їх поки що не вдалося.

## Науковий доробок
Численні публікації Корчак-Чепурківського присвячені епідемії дифтерії, іншими інфекційним хворобам, санітарії та історії земської медицини. У своїх працях він сформулював закономірність періодичності епідемій дифтерії і положення про антагонізм між епідеміями дифтерії та епідеміями інших дитячих інфекцій, опрацював сучасну номенклатуру хвороб українською мовою.
Він дослідив та статистично довів вплив рівня міграції населення на епідемічний процес при дифтерії, що було на той час особливо актуальним. Навіть часткове проведення розроблених на той час санітарних заходів виявило їх ефективність у зниженні захворюваності й смертності населення.
Його перу належать праці з історії земської медицини, епідеміології та профілактики інфекційних захворювань; праці із санітарної статистики.
Під його головуванням у 1920 році вийшов «Російсько-український медичний словник», в якому максимально повно подавалася питома народна українська лексика або, в разі відсутності потрібних українських слів, терміни творилися з морфем української мови, максимально уникаючи запозичень. Але в 1930-ті роки з'явилися спеціальні бюлетені, у яких були надруковані цілі низки українських медичних термінів, що підпадали під заборону.

## Родина
- дружина — Корчак-Чепурківська Ганна Михайлівна (1857 — 15.08.1933, Київ)[6].
- син — Корчак-Чепурківський Юрій Овксентійович (15.12.1896, Кишинів — 20.08.1967, Київ) — український демограф, дослідник людності, один з фундаторів сучасної української демографії і демографічної статистики.

## Вшанування пам'яті
28 лютого 2017 року на державному рівні в Україні відзначалась пам'ятна дата — 160 років з дня народження Овксентія Корчак-Чепурківського (1857—1947), гігієніста та епідеміолога.